# Aeroportul Renhuai Maotai
Aeroportul Renhuai Maotai (IATA: WMT, ICAO: ZUMT) este un aeroport din Republica Populară Chineză ce deservește zona Renhuai⁠(d). Aeroportul a fost tranzitat în 2022 de 669.915 pasageri. A fost deschis în 31 octombrie 2017 și numit după zona deservită.
Situat la o altitudine de 1.240 m, aeroportul dispune de o singură pistă.